# Chengiodendron
Chengiodendron, maleni biljni rod iz porodice maslinovki. Sastoji se od 3 vrste iz Azije (Kina, Japan, Kambodža, Indija, Laos, Vijetnam, Indonezija), a u njega možda pripadaju i dvije vrste iz roda Cartrema 
Rod je opisan u Phytotaxa 436: 289 (2020).

## Opis
Drveće i grmovi, 5-10 m. visine. Grane, peteljka i lisna plojka su goli. Peteljka duga 1-2,5 cm; lisna plojka široko eliptična do usko lancetasta, rijetko obrnuto jajasta, 7-20 x 2-5,5 cm, debela ili vrlo debela kožasta, baza usko do široko klinasta, rub cijeli ili rijetko nejasno nazubljen duž distalne polovice, vrh zašiljen; središnja žila i 6-8 primarnih žila nešto utisnutih adaksijalno i podignutih abaksijalno. Cime u kratkim i zbijenim metlicama, aksilarne, rijetko terminalne, 1-2 cm dugi, 10-20 cvjetova; brakteje jajolike, 2-2,5 cm duge. Peteljke duge 1-2 mm. Čaška duga 1,5-2 mm. Vjenčić žućkast ili zelenkast; cijev duljine 1,5-4 mm; režnjevi duguljasti, reflektirani, ca. 1,5 mm duga. Prašnici pričvršćeni za distalni dio cijevi vjenčića. Vezivni dio prašnika nije izdužen niti izbočen. Koštunica crna, elipsoidna ili obovoidna (jajasta, šira pri vrhu), 1,5-3 x 0,7-1,5 cm, x=23.

## Vrste
1. Chengiodendron marginatum (Champ. ex Benth.) C.B.Shang, X.R.Wang, Yi F.Duan & Yong F.Li
2. Chengiodendron matsumuranum (Hayata) C.B.Shang, X.R.Wang, Yi F.Duan & Yong F.Li
3. Chengiodendron minor (P.S.Green) C.B.Shang, X.R.Wang, Yi F.Duan & Yong F.Li

Mogući predstavnici:
1. Cartrema scortechinii (King & Gamble) de Juana
2. Cartrema sumatrana (P.S.Green) de Juana